# 华宁鱼属
華寧魚屬（學名：Huaningichthys），為盾皮魚綱下的一種魚類，化石發現於中國雲南的華寧。

## 發現與研究
1991年，古脊椎動物與古人類研究所研究員王念忠等人於盤溪鎮一打得組發掘到一件節甲魚類下頜板化石，同時也是第一次從中國出土的盾皮魚下頜骨化石。
- 發現地：雲南省華寧縣盤溪鎮的一打得組[1]。
- 正模標本：編號 IVPP V 11810，一具完整的下頜板化石[1]。
  - 模式種名：omal，指扁平的。odes，相似之意[1]。

### 對下頜骨的研究
華寧魚的下頜板分成前後兩部分，前部略長且有牙齒，為咬合部位；後部高而短，無牙。兩部位的生長線在唇面界限分明，在舌面不明顯。而咬合部位又分成前齒區和後齒區，前齒區有四顆咬合齒，與下頜板幾近垂直，位於咬合部前緣舌側面；後齒區具八顆牙齒，排成縱列，位於咬合部的背部後方。